# بروغريس نيدركورن
نادي بروغريس نيدركورن لكرة القدم (FC Progrès Niederkorn) هو نادي كرة قدم لوكسمبورغي، تأسس سنة 1919.